# Christoph Schönborn
 Christoph Schönborn (dvorac Skalka, Češka, 22. siječnja 1945.), je austrijski rimokatolički kardinal i teolog, nadbiskup Beča u miru. 

## Životopis
Njegovo puno ime je Christoph Maria Michael Damian Hugo Peter Adalbert Schönborn. Potječe iz plemićke obitelji, koja je dala mnoge istaknute ličnosti. Studirao je filozofiju, teologiju i psihologiju u Beču i Parizu. Kardinal Franz König zaredio ga je za svećenika u Beču 27. prosinca 1970. Doktorirao je teologiju 1975. Predavao je dogmatsku teologiju na Sveučilištu u Freiburgu. Godine 1980. postaje tajnik međunarodne teološke komisije pri Svetoj Stolici.
Papa Ivan Pavao II. imenovao ga je pomoćnim biskupom bečke nadbiskupije 11. srpnja 1991. Nadbiskup koadjutor postao je 1995. godine, a kardinalom ga je imenovao papa Ivan Pavao II. 1998. godine. Sudjelovao je na papinskoj konklavi 2013. godine.
Njegovo biskupsko geslo je Vas sam nazvao prijateljima (lat. Vos autem dixi amicos). 
Djela: Youcat – Katekizam za mlade i dr.